# Superspararna
Superspararna (även känt som Gratis är gott) är ett program som beställdes av Kanal 5 med planerad premiär 2 oktober 2012. Programmet som kallades Gratis är gott togs bort från sändningsschemat kort innan premiären. En ny tablåpremiär sattes för 2013 men visades inte, orsaken att programmet inte sändes under året har inte Kanal 5 gått ut med. Programmet fick premiär 7 juli 2014 med den nya programtiteln, Superspararna.
Under 2023 förväntas en ny säsong av superspararna släppas. Där kommer vi bland annat kunna följa deltagaren Albin Bramstedt i sin jakt på billiga priser och tips för att spara pengar i plånboken

## Programmet
I programmet delar sparsamma personer av sig sina tips på hur de lever billigt. I programmet skulle man visa personer som bland annat går på provsmakar, gör sina egna snuspåsar, vinner tävlingar, återvinner, samlar och tigger.